# Ермакова, Наталья Афанасьевна
Наталья Афанасьевна Ермакова (род. 19 мая 1957, Юрга, Кемеровская область) — российский политический деятель, финансист, Заслуженный предприниматель РФ, депутат Государственной Думы ФС РФ пятого созыва (2007—2011). Во время работы в Государственной Думе РФ возглавляла подкомитет по инвестиционной политике и предпринимательству в составе Комитета по экономической политике, предпринимательству и международному сотрудничеству(2007-2009 гг.). С 2009 по 2011 годы работала в Комитете по международным делам.

## Биография
Родилась 19 мая 1957 года в Юрге, Кемеровской области.
После окончания школы, училась в сельскохозяйственном техникуме. Окончила Московскую академию экономики и права, специальность: Экономика (бакалавр); Всероссийский заочный финансово-экономический институт, специальность: Экономика (магистр).

## Законотворческая деятельность
В 2007 году была избрана депутатом Государственной Думы V созыва. В 2009 году был принят Закон «О торговле». Ермакова является его соавтором.
С 2007 по 2011 год Ермакова Н.А. стала соавтором 18-ти законопроектов, законодательных инициатив, а также поправок к проектам федеральных законов.
Принимала участие в работе Центра социально-консервативной политики (ЦСКП), в том числе, в выездных заседаниях в региональных парламентах. Н. А. Ермакова входила в состав межпарламентской группы в отношениях с Индией.
Наталья Ермакова награждена Почётной грамотой Совета Федерации и Почётной грамотой Государственной Думы РФ: «За существенный вклад в развитие законодательства Российской Федерации и парламентаризма в Российской Федерации».

## Общественная деятельность
Н. А. Ермакова около 20-ти лет была благотворителем детского дома в г. Юрге (Кузбасс).
Центральной районной больнице Юргинского района 15 лет Н. А. Ермакова оказывала всестороннюю помощь.
Наталья Ермакова является  лауреатом национальной премии Российской Академии Бизнеса и Предпринимательства «Дарин» ,  лауреатом Национальной премии общественного признания достижений женщин России «Олимпия» и  многих других общественных наград.
В период с 2005 по 2010 год в Кузбассе проводились многочисленные благотворительные акции, в которых самое активное участие принимала Н. А. Ермакова. На восстановление Феодоровского собора к 400-летию Дома Романовых (Санкт-Петербург) Натальей Ермаковой — членом Попечительского совета собора, была пожертвована существенная сумма. Русская Православная церковь наградила её орденом Святой равноапостольной княгини Ольги (3 ст.), за многолетний труд в области благотворительности, восстановлении и строительстве храмов.

## Трудовая деятельность
1998 −2007 годы генеральный директор Центра рабочего снабжения Министерства путей сообщения РФ ГУП «Желдорторгснаб» (г. Москва); генеральный директор ООО «Транссиб ТК» (г. Москва); председатель Совета директоров ОАО «Юргинский гормолзавод» (Кузбасс).
За успехи агрохолдинга Ермакова награждена Почётной грамотой Министерства сельского хозяйства РФ: «За большой вклад в развитие пищевой и перерабатывающей промышленности».
В 2002 году за особые заслуги по возрождению духовных и нравственных традиций российского предпринимательства Российской Академией Бизнеса и Предпринимательства Наталье Ермаковой присвоено почетное звание: «Заслуженный предприниматель РФ»
В 2006 году председатель совета директоров ОАО «Юргинский гормолзавод» Ермакова стала лауреатом Российской национальной премии «Бизнес-Олимп», в номинации: «Выдающиеся руководители малого и среднего бизнеса».
В 2007 году имя Ермаковой внесли в число 100 самых известных деловых женщин России (журналы «Карьера» и «Лица»).
Медаль «Золотой Империал» 1 ст. и Диплом Франции: «За высокопрофессиональный уровень управления и деловую активность» в Международной программе «Партнерство ради прогресса».
Ермакова является автором научных работ.
С 2011 года по настоящее время — вице-президент инвестиционного фонда. Занимается благотворительностью.

## Правозащитная деятельность
В августе 2010 года в Кемеровской области началась кампания по дискредитации депутата Госдумы РФ Ермаковой. Причиной политической травли послужила депутатская деятельность Ермаковой.
Она заняла позицию избирателей — шахтёров, которые обратились к депутату за помощью. Её активная деятельность в обнародовании противозаконных действий собственников шахты, стала причиной развернувшейся против неё информационной войны.
Ермакова обратилась в суды с исками к СМИ и физическим лицам о защите чести и достоинства. Все суды она выиграла. Решением Савёловского районного суда г. Москвы, признаны несоответствующими действительности и порочащими честь, достоинство и деловую репутацию Ермаковой сведения, опубликованные в заказных статьях «Российской газеты». Опровержение опубликовано «Российской газетой» и других изданиях..
В решении Замоскворецкого районного суда г. Москвы говорится: «Признать сведения, размещенные неустановленными лицами в информационно-телекоммуникационной сети „Интернет“ (перечень сайтов) в отношении Ермаковой Н. А. не соответствующими действительности».

## Семья
Отец Афанасий Федорович Ермаков более 40 лет отработал в горячем цехе Юргинского машиностроительного завода, а мать Татьяна Егоровна работала на абразивном заводе.
Вместе родители прожили 57 лет и вырастили троих детей.
У Ермаковой — сын и дочь. Сын работает в строительной отрасли; дочь — кандидат экономических наук, в настоящее время занята воспитанием дочери.